# Bohdan Chojnowski
Bohdan Chojnowski (ur. 15 grudnia 1898 w Fetyjowie, zm. 2 marca 1945 w Leysin) – podpułkownik dyplomowany saperów Wojska Polskiego, kawaler Orderu Virtuti Militari.

## Życiorys
Bohdan Chojnowski urodził się 15 grudnia 1898 roku w Fetyjowie na Kijowszczyźnie. W 1919 roku pełnił służbę w 2 kompanii I batalionu saperów im. Tadeusza Kościuszki wchodzącego w skład 1 pułku inżynieryjnego. 14 września w obronie Olewska odznaczył się szczególnym męstwem i inicjatywą, za co został odznaczony Krzyżem Srebrnym Orderu Wojskowego Virtuti Militari i pochwałą dowódcy grupy pułkownika Lucjana Kopczyńskiego.
19 stycznia 1921 roku został zatwierdzony z dniem 1 kwietnia 1920 roku w stopniu porucznika, w inżynierii i saperach, w grupie oficerów byłych Korpusów Wschodnich i byłej armii rosyjskiej. 1 czerwca 1921 roku pełnił służbę w I batalionie saperów, a jego oddziałem macierzystym był 1 pułk saperów. 3 maja 1922 roku został zweryfikowany w stopniu porucznika ze starszeństwem z dniem 1 czerwca 1919 roku i 46. lokatą w korpusie oficerów inżynierii i saperów, a jego oddziałem macierzystym był 3 pułk saperów. Do 1926 roku pełnił służbę w 3 pułku Saperów Wileńskich w Wilnie, między innymi na stanowisku dowódcy 1 kompanii XXIX batalionu saperów. 31 marca 1924 roku został awansowany na kapitana ze starszeństwem z dniem 1 lipca 1923 roku i 33. lokatą w korpusie oficerów inżynierii i saperów. Z dniem 2 listopada 1926 roku został przydzielony do Wyższej Szkoły Wojennej w Warszawie, w charakterze słuchacza Kursu 1926–1928. Z dniem 31 października 1928 roku, po ukończeniu kursu i otrzymaniu dyplomu naukowego oficera Sztabu Generalnego, został przydzielony do Departamentu Inżynierii Ministerstwa Spraw Wojskowych. W 1929 roku, w wyniku przeprowadzonej reorganizacji, trafił do Szefostwa Saperów Ministerstwa Spraw Wojskowych w Warszawie na stanowisko kierownika referatu ogólnego. 31 marca 1930 roku został przydzielony do dowództwa 4 Brygady Saperów w Krakowie na stanowisko II oficera sztabu. 2 grudnia 1930 roku Prezydent Rzeczypospolitej Ignacy Mościcki nadał mu stopień majora ze starszeństwem z dniem 1 stycznia 1931 roku i 5. lokatą w korpusie oficerów inżynierii i saperów. Jednocześnie zezwolił mu na nałożenie oznak nowego stopnia przed 1 stycznia 1931 roku. W następnym roku został przeniesiony do Wyższej Szkoły Wojennej, w której wykładał taktykę saperów. W listopadzie 1932 roku został przeniesiony do Szefostwa Komunikacji Wojskowych Sztabu Głównego w Warszawie na stanowisko oficera transportowego w grupie oficerów transportowych, której pracami kierował major dyplomowany January Ehrlich. Od grudnia 1935 roku (?) odbywał staż liniowy. Awansowany na podpułkownika ze starszeństwem z dniem 19 marca 1938 roku i 7. lokatą w korpusie oficerów saperów. W 1937 roku został przeniesiony do 2 batalionu mostów kolejowych w Legionowie na stanowisko zastępcy dowódcy batalionu, a 10 listopada 1938 roku objął dowództwo tego oddziału. 
25 lub 26 sierpnia 1939 roku, zgodnie z przydziałem mobilizacyjnym, przekazał obowiązki dowódcy batalionu i miał objął stanowisko komendanta Załadowczego i Wyładowczego Słotwiny. Na skutek zmiany przydziału objął stanowisko komendanta Załadowczego i Wyładowczego Legionowo-Wieliszew z siedzibą na stacji kolejowej Wieliszew. 10 września, po wykonaniu powierzonego mu zadania, miał się zameldować w Szefostwie Komunikacji Naczelnego Wodza, w poszukiwaniu którego dotarł do Kut. 18 września w godzinach popołudniowych przekroczył granicę z Rumunią. Następnie przez Bukareszt, Belgrad i Ateny przedostał się do Francji. W 1940 roku pełnił służbę na stanowisku dowódcy saperów 2 Dywizji Strzelców Pieszych. Na tym stanowisku walczył w kampanii francuskiej. W trakcie kampanii przekroczył granicę ze Szwajcarią, gdzie został internowany. 
Zmarł 2 marca 1945 roku w Leysin, w Szwajcarii.

## Ordery i odznaczenia
- Krzyż Srebrny Orderu Wojskowego Virtuti Militari nr 8181[17]
- Krzyż Walecznych dwukrotnie
- Złoty Krzyż Zasługi – 19 marca 1937 „za zasługi w służbie wojskowej”[18]
- Srebrny Krzyż Zasługi – 30 grudnia 1924 „za ofiarne zasługi, położone przy akcji ratunkowej w czasie powodzi wiosennej w 1924 roku”[19]